# Norberto Rossi
Norberto Rossi (Genova, 1921 – Mogoris Vrebac, 1º marzo 1943) è stato un militare italiano insignito della medaglia d'oro al valor militare alla memoria nel corso della seconda guerra mondiale.

## Biografia
Nacque a Genova nel 1921, figlio di Roberto e Irma Rossi. 
Iscritto alla facoltà di scienze economiche dell'Università di Napoli, venne arruolato nel Regio Esercito e, frequentati i corsi premilitari per allievi ufficiali di complemento, nell'agosto 1941 venne inviato con il grado di sergente al 73º Reggimento fanteria "Lombardia", allora impegnato in Croazia. Dopo circa otto mesi di servizio, fu ammesso alla Scuola allievi ufficiali di Arezzo da cui uscì con la nomina a sottotenente assegnato al 30º Reggimento fanteria "Pisa" per il servizio di prima nomina. Richiese, invano, di essere destinato all'81º Reggimento fanteria "Torino" per essere impiegato sul fronte russo, fu assegnato a domanda al I Battaglione del XXV settore di copertura della Guardia alla Frontiera in San Pietro del Carso ed, alla fine del 1942, ritornò in Croazia. Cadde in combattimento a Mogoris Vrebac il 1 marzo 1943, e fu successivamente insignito della medaglia d'oro al valor militare alla memoria.